# Stefano Guazzo
Stefano Guazzo (né en 1530 à Trino et mort le 6 décembre 1593 à Pavie) est un écrivain de la Renaissance italienne.

## Biographie
Après des études de droit, Stefano Guazzo a travaillé pour Louis de Gonzague Louis IV de Nevers ainsi que d'autres membres de la famille, au service desquels il est resté actif en tant que diplomate en France et dans les États pontificaux.
Avec d'autres écrivains, il fonde en 1561 l'Académie des Illustres de Casale Monferrato (en italien, Accademia degli Illustrati di Casale Monferrato).
Il est mort à Pavie, où il avait déménagé pour suivre les études de son fils.

## Œuvres
Parmi ses écrits, on trouve:
1. La conversation civile (La civil conversazione) publié par Bozzola à Brescia, en 1574, traité en quatre livres dans lesquels, sous la forme d'un dialogue entre deux personnages (Hannibal et le chevalier), des questions telles que l'éducation et la vie familiale et sociale sont abordées (online)
2. Dialogues à plaisir (Dialoghi pacevoli) publié par Bertano à Milan, en 1586 (online)
3. Lettres (éditées par Domenico Tarino à Turin, en 1591) (online)
4. Choix de poèmes (édité par Comino Ventura à Bergame, en 1592)
5. La guirlande de la comtesse Angela Maria Beccaria (La ghirlanda della contessa Angela Maria Beccaria), publié à titre posthume par Bartoli à Gênes, en 1595, il s'agit d'un recueil de madrigaux par divers auteurs dédiés à une noble dame (online)

### Éditions
- La Civil Conversazione présentée par Amedeo Quondam, Panini, à Modène, 1993 (épuisé)